# (3432) Kobuchizawa
(3432) Kobuchizawa es un asteroide perteneciente al cinturón de asteroides, descubierto el 7 de marzo de 1986 por Masaru Inoue, y sus compañeros astrónomos Osamu Muramatsu y Takeshi Urata desde el Yatsugatake-Kobuchizawa Observatory, Japón.

## Designación y nombre
Designado provisionalmente como 1986 EE. Fue nombrado Kobuchizawa en homenaje a la ciudad japonesa Kobuĉisava.